# فينيكس (مصارع)
فينيكس هو مصارع محترف مكسيكي ولد في 30 ديسمبر 1990،يعمل حالياً في آول إليت ريسلينغ ولوتشا ليبري تربل إيه ورلد وايد.

## روابط خارجية
- فينيكس (مصارع) على موقع CageMatch worker (الإنجليزية)
- فينيكس (مصارع) على موقع قاعدة بيانات المصارعة على الإنترنت (الإنجليزية)
- فينيكس (مصارع) على موقع عالم المصارعة على الإنترنت (الإنجليزية)